# Estación de Nuevo Los Cármenes
Nuevo Los Cármenes es una estación en superficie de la línea 1 del Metro de Granada, situada en el distrito Zaidín de la ciudad de Granada. Se encuentra situada junto al estadio de fútbol Nuevo Los Cármenes, al que debe su nombre.

## Situación
La estación se encuentra en la intersección de la calle Torre de Comares con la calle Pintor Manuel Maldonado, en el sur del barrio del Zaidín de la ciudad. Su propósito principal es dar servicio al Estadio Nuevo Los Cármenes, donde el principal equipo de fútbol de la ciudad, el Granada Club de Fútbol, juega como local.
Por otra parte, la estación es la más cercana de la red que da servicio a la barriada de Zaidín-Vergeles, una de las zonas con mayor densidad de población del distrito y donde predominan los bloques de viviendas y pequeños comercios.

## Características y servicios
La configuración de la estación es de dos andenes laterales de 65 metros de longitud con sendas vías, una por cada sentido. La arquitectura de la estación se dispone en forma de doble marquesina a ambos lados, con un techo y elementos arquitectónicos y decorativos en acero y cristal. La estación es accesible a personas con movilidad reducida, tiene elementos arquitectónicos de accesibilidad a personas invidentes y máquinas automáticas para la compra de títulos de transporte. También dispone de paneles electrónicos de información al viajero y megafonía.
La construcción de la estación implicó la reorganización de la calle, transformándose en un bulevar cubierto de césped por el que circulan de forma completamente segregada las vías. También se ampliaron las aceras y se plantaron árboles a ambos lados de la avenida.
Se trata de una de las estaciones de la red con mayor afluencia de pasajeros durante los días en los que el Granada CF juega en el Estadio situado a pocos metros, por lo que el metro cuenta con un operativo fijo de refuerzos de frecuencias y personal de orientación siempre que se produce un evento de estas características.

## Intermodalidad
Nuevo Los Cármenes es intermodal con la red de autobuses urbanos de Granada. En concreto, se encuentra a escasos metros de una parada de la línea S3, que conecta el sur de la ciudad con el centro. Con efectos disuasorios, la situación se encuentra junto a un aparcamiento soterrado localizado en la misma avenida.